# Tenoria canescens
Tenoria canescens är en flockblommig växtart som beskrevs av Peder Kofod Anker Schousboe och John Claudius Loudon. Tenoria canescens ingår i släktet Tenoria och familjen flockblommiga växter. Inga underarter finns listade i Catalogue of Life.